# Kalatea
Kalatea je rod kvetoucích rostlin, který se řadí do čeledi marantovité. Tento rod momentálně zahrnuje okolo 60 druhů a je rozšířen primárně v tropické Americe. Kalatey bývají často pěstovány vevnitř jako pokojové rostliny, díky svým okrasným listům a u některých druhů i okrasným květům. Mladé listy a listeny na svém povrchu mohou zadržovat vodu (tento jev se nazývá fytotelma), ve které se vyskytují mnozí bezobratlovci.

## Popis

### Olistění
Listy kalatey jsou často velké a barevné. Na listech se hojně objevuje sytě barevná variegace (například růžová, oranžová, červená nebo bílá). Spodní strana listů je u mnoha druhů zbarvena do vínové nebo fialové barvy. Během noci se listy svírají směrem nahoru a ráno se zase rozevírají, aby mohly přijímat světlo. Tento jev se nazývá nyctionasty a je umožněn díky malému kloubu (pulvinu), který se nachází mezi stonkem a listem.

### Květy
Květy kalatey mohou být žluté, fialové nebo bílé barvy a rozkvétají většinou v létě. Mají asymetrický tvar, tři okvětní lístky a tři volné kalichy. Spíše než s květy kalatey je její krása spojována s jejími listeny.

## Druhy
Mezi kalatey patří:
 
- Calathea anderssonii H.Kenn.
- Calathea anulque H.Kenn.
- Calathea asplundii H.Kenn.
- Calathea barryi H.Kenn.
- Calathea brenesii Standl.
- Calathea caesariata H.Kenn.
- Calathea calderon-saenzii H.Kenn. & M.Serna
- Calathea carlae H.Kenn.
- Calathea casupito (Jacq.) G.Mey.
- Calathea chiriquensis H.Kenn.
- Calathea cofaniorum H.Kenn.
- Calathea confusa H.Kenn.
- Calathea congesta H.Kenn.
- Calathea croatii H.Kenn.
- Calathea crotalifera S.Watson
- Calathea erythrolepis L.B.Sm. & Idrobo
- Calathea fredgandersii H.Kenn.
- Calathea fredii H.Kenn.
- Calathea galdamesiana H.Kenn. & Rod.Flores
- Calathea gentryi H.Kenn.
- Calathea grandifolia Lindl.
- Calathea guzmanioides L.B.Sm. & Idrobo
- Calathea hagbergii H.Kenn.
- Calathea harlingii H.Kenn.
- Calathea inscripta (W.Bull) N.E.Br.
- Calathea ischnosiphonoides H.Kenn.
- Calathea jondule H.Kenn. & Hammel
- Calathea lanibracteata H.Kenn.
- Calathea lanicaulis H.Kenn.
- Calathea louisae
- Calathea lasiostachya Donn.Sm.
- Calathea lateralis (Ruiz & Pav.) Lindl.
- Calathea latrinotecta H.Kenn.
- Calathea lutea (Aubl.) E.Mey. ex Schult.
- Calathea marantina (Willd. ex Körn.) K.Koch
- Calathea monstera H.Kenn.
- Calathea multispicata H.Kenn. & M.Serna
- Calathea neillii H.Kenn.
- Calathea neurophylla H.Kenn.
- Calathea nitens (W.Bull) Ender
- Calathea oscariana H.Kenn.
- Calathea platystachya Standl. & L.O.Williams
- Calathea pluriplicata H.Kenn.
- Calathea plurispicata H.Kenn.
- Calathea ravenii H.Kenn.
- Calathea recurvata H.Kenn.
- Calathea retroflexa H.Kenn.
- Calathea rubribracteata H.Kenn.
- Calathea shishicoensis H.Kenn.
- Calathea similis H.Kenn.
- Calathea spiralis H.Kenn.
- Calathea striata H.Kenn.
- Calathea tarrazuensis H.Kenn.
- Calathea timothei H.Kenn.
- Calathea toroi S.Suárez
- Calathea trianae L.B.Sm. & Idrobo
- Calathea utilis H.Kenn.
- Calathea velutinifolia H.Kenn.
- Calathea verruculosa H.Kenn.
- Calathea yawankama H.Kenn.

## Ekologické interakce
Kalatey se vyskytují v tropické Latinské Americe a byly přivezeny i na Havaj. Tento rod se přirozeně vyskytuje v následujících oblastech:
- Belize
- Bolívie
- Brazílie
- Kolumbie
- Kostarika
- Ekvádor
- Salvador
- Francouzská Guyana
- Guatemala
- Guyana
- Honduras
- Jamajka
- Závětrné ostrovy
- Mexiko
- Nikaragua
- Panama
- Peru
- Portoriko
- Surinam
- Trinidad a Tobago
- Venezuela
- Návětrné ostrovy

## Pěstování
V ideálních podmínkách se může výška kalateí pohybovat až okolo 90 cm. Rostou pomalu a až dosáhnou konečné výšky, přestanou růst úplně.

### Světelné podmínky
Ideální světelné podmínky pro rostliny tohoto rodu jsou polostín až stín, jelikož se přirozeně vyskytují ve stínu korun stromů tropických lesů. Přímé světlo může jejich křehké listy poškodit. Znaky toho, že je rostlina vystavena přílišnému světlu je popálení nebo vyblednutí listů.

### Teplota a vlhkost
Mimo polostinné světelné podmínky tyto rostliny potřebují k napodobení jejich přirozených podmínek také vysokou vlhkost. Uvnitř jsou kalatey často umisťovány do místností, kde bývá vyšší vlhkost, například do kuchyní nebo koupelen. Rostliny jsou háklivé na studený vzduch a aby byly zdravé, teplota vzduchu by neměla klesnout pod 15 stupňů Celsia. Ideální jsou teploty mezi 23 a 29 stupni Celsia.

### Zalévání
Kalatey by měly mít stále vlhkou zeminu, ale neměly by být přemokřené. Pokud je rostlina přelitá nebo nebo nedostatečně zalitá, listy mohou začít osychat a hnědnout. Rostliny tohoto rodu jsou taktéž citlivé na minerály, které se vyskytují v kohoutkové vodě, například chlór nebo fluor.

### Zemina
Ideální zemina pro kalatey je propustná a s drenáží. Drenáž je při pěstování kalateí důležitá, jelikož jemné kořeny jinak mohou v květináči snadno uhnít. Zemina by také měla mít kyselé pH.

### Kultivary
Mezi kultivary tohoto rodu patří:
- Calathea 'Beauty Star'
- Calathea 'Eclipse'
- Calathea 'Freddie'
- Calathea 'Indri'[3]
- Calathea 'Mia'[3]
- Calathea 'Misto'
- Calathea 'Zebrina'[2]

### Pokojová rostlina
Rostliny tohoto rodu se začaly pěstovat jako pokojové rostliny v 70. a 80. letech 20. století. Nyní se pěstují hlavně kvůli okrasným listům. Kalatey lze pěstovat i venku v oblastech s podobným podnebím, jako je na Havaji nebo na jihu Floridy. Kalatey při pěstování uvnitř málokdy kvetou.

### Množení
Kalatey se dají množit dělením. Aby bylo možné rostlinu rozmnožit, musí být mateřská rostlina zdravá. Množení probíhá oddělením trsu z mateřské rostliny a přesunutím do vlastní zeminy.

## Původní využití
Velké pevné listy se původně používaly uchovávání věcí. Lze je použít jak bez zpracování, mimo jiné pro přepravu ulovených ryb. Mohou z nich být také ručně vyrobeny vaky, Nukakové z Kolumbie z nich například vyrábějí toulce na šípy. Nejznámějším použitím jsou dekorativní nádoby na rýži, které se vyrábějí v některých thajských vesnicích, kde se prodávají místním i turistům a slouží jako významný zdroj příjmů.
Listy také poskytují důležitou součást potravy pro některé býložravce, například motýly nebo housenky. 
Kvůli ničení jejich přirozených prostředí některým druhům kalatey hrozí vyhynutí.